# Campeonato Mundial de Balonmano Masculino de 2003
El XVIII Campeonato Mundial de Balonmano Masculino se celebró en Portugal entre el 20 de enero y el 2 de febrero de 2003 bajo la organización de la Federación Internacional de Balonmano (IHF) y la Federación Portuguesa de Balonmano.

## Sedes
| Foto | Grupo      | Ciudad              | Instalación                  |
| ---- | ---------- | ------------------- | ---------------------------- |
|      | A          | Guimarães           | Pabellón Multiusos           |
|      | B          | Viseu               | Pabellón Multiusos           |
|      | C          | Funchal             | Madeira Tecnopolo            |
|      | D          | São João da Madeira | Pabellón de las Travessas    |
|      | I          | Caminha             | Pabellón deportivo municipal |
|      | II         | Póvoa de Varzim     | Pabellón deportivo municipal |
|      | III        | Rio Maior           | Pabellón polideportivo       |
|      | IV         | Espinho             | Nave Polivalente             |
|      | Fase final | Lisboa              | Pabellón Atlántico           |

## Grupos
| Grupo A    | Grupo B     | Grupo C        | Grupo D   |
| ---------- | ----------- | -------------- | --------- |
| España     | Alemania    | Rusia          | Argelia   |
| Túnez      | Catar       | Hungría        | Brasil    |
| Kuwait     | Islandia    | Croacia        | Suecia    |
| Yugoslavia | Australia   | Argentina      | Egipto    |
| Marruecos  | Portugal    | Francia        | Dinamarca |
| Polonia    | Groenlandia | Arabia Saudita | Eslovenia |

## Primera fase

### Grupo A
| Equipo     | J | G | E | P | G+  | G-  | DG  | PTS |
| ---------- | - | - | - | - | --- | --- | --- | --- |
| España     | 5 | 5 | 0 | 0 | 157 | 106 | +51 | 10  |
| Yugoslavia | 5 | 4 | 0 | 1 | 142 | 103 | +39 | 8   |
| Polonia    | 5 | 3 | 0 | 2 | 140 | 130 | +10 | 6   |
| Túnez      | 5 | 2 | 0 | 3 | 131 | 129 | +2  | 4   |
| Kuwait     | 5 | 1 | 0 | 4 | 98  | 168 | -70 | 2   |
| Marruecos  | 5 | 0 | 0 | 5 | 113 | 145 | -32 | 0   |

- Resultados

| Fecha | Partido¹   | Partido¹ | Partido¹   | Resultado |
| ----- | ---------- | -------- | ---------- | --------- |
| 20.01 | Túnez      | -        | Kuwait     | 29-20     |
| 20.01 | Yugoslavia | -        | Polonia    | 24-20     |
| 20.01 | España     | -        | Marruecos  | 23-18     |
| 21.01 | Kuwait     | -        | Yugoslavia | 14-36     |
| 21.01 | Marruecos  | -        | Túnez      | 24-28     |
| 21.01 | Polonia    | -        | España     | 25-34     |
| 23.01 | Marruecos  | -        | Kuwait     | 22-25     |
| 23.01 | Túnez      | -        | Polonia    | 22-24     |
| 23.01 | España     | -        | Yugoslavia | 22-20     |
| 25.01 | España     | -        | Kuwait     | 45-18     |
| 25.01 | Yugoslavia | -        | Túnez      | 28-27     |
| 25.01 | Polonia    | -        | Marruecos  | 35-29     |
| 26.01 | Túnez      | -        | España     | 25-33     |
| 26.01 | Yugoslavia | -        | Marruecos  | 34-20     |
| 26.01 | Polonia    | -        | Kuwait     | 36-21     |

- (¹) – Todos en Guimarães.

### Grupo B
| Equipo      | J | G | E | P | G+  | G-  | DG  | PTS |
| ----------- | - | - | - | - | --- | --- | --- | --- |
| Alemania    | 5 | 5 | 0 | 0 | 191 | 111 | +80 | 10  |
| Islandia    | 5 | 4 | 0 | 1 | 185 | 116 | +69 | 8   |
| Portugal    | 5 | 3 | 0 | 2 | 164 | 126 | +38 | 6   |
| Catar       | 5 | 2 | 0 | 3 | 116 | 159 | -43 | 4   |
| Australia   | 5 | 1 | 0 | 4 | 100 | 192 | -92 | 2   |
| Groenlandia | 5 | 0 | 0 | 5 | 100 | 152 | -52 | 0   |

- Resultados

| Fecha | Partido¹    | Partido¹ | Partido¹    | Resultado |
| ----- | ----------- | -------- | ----------- | --------- |
| 20.01 | Alemania    | -        | Catar       | 40-17     |
| 20.01 | Islandia    | -        | Australia   | 55-15     |
| 20.01 | Portugal    | -        | Groenlandia | 34-19     |
| 21.01 | Catar       | -        | Portugal    | 21-31     |
| 21.01 | Australia   | -        | Alemania    | 16-46     |
| 21.01 | Groenlandia | -        | Islandia    | 17-30     |
| 23.01 | Alemania    | -        | Groenlandia | 34-20     |
| 23.01 | Australia   | -        | Catar       | 23-28     |
| 23.01 | Islandia    | -        | Portugal    | 29-28     |
| 25.01 | Portugal    | -        | Alemania    | 29-37     |
| 25.01 | Islandia    | -        | Catar       | 42-22     |
| 25.01 | Groenlandia | -        | Australia   | 21-26     |
| 26.01 | Islandia    | -        | Alemania    | 29-34     |
| 26.01 | Groenlandia | -        | Catar       | 23-28     |
| 26.01 | Portugal    | -        | Australia   | 42-20     |

- (¹) – Todos en Viseu.

### Grupo C
| Equipo         | J | G | E | P | G+  | G-  | DG  | PTS |
| -------------- | - | - | - | - | --- | --- | --- | --- |
| Croacia        | 5 | 4 | 0 | 1 | 135 | 125 | +10 | 8   |
| Francia        | 5 | 4 | 0 | 1 | 147 | 103 | +44 | 8   |
| Rusia          | 5 | 2 | 1 | 2 | 132 | 132 | 0   | 5   |
| Hungría        | 5 | 2 | 0 | 3 | 154 | 138 | +16 | 4   |
| Argentina      | 5 | 1 | 1 | 3 | 127 | 156 | -29 | 3   |
| Arabia Saudita | 5 | 1 | 0 | 4 | 114 | 155 | -41 | 2   |

- Resultados

| Fecha | Partido¹       | Partido¹ | Partido¹       | Resultado |
| ----- | -------------- | -------- | -------------- | --------- |
| 20.01 | Rusia          | -        | Hungría        | 31-30     |
| 20.01 | Croacia        | -        | Argentina      | 29-30     |
| 20.01 | Francia        | -        | Arabia Saudita | 30-23     |
| 21.01 | Argentina      | -        | Rusia          | 26-26     |
| 21.01 | Arabia Saudita | -        | Croacia        | 18-25     |
| 21.01 | Hungría        | -        | Francia        | 24-29     |
| 23.01 | Hungría        | -        | Arabia Saudita | 36-25     |
| 23.01 | Rusia          | -        | Croacia        | 26-28     |
| 23.01 | Francia        | -        | Argentina      | 35-18     |
| 25.01 | Argentina      | -        | Hungría        | 23-35     |
| 25.01 | Croacia        | -        | Francia        | 23-22     |
| 25.01 | Rusia          | -        | Arabia Saudita | 34-17     |
| 26.01 | Croacia        | -        | Hungría        | 30-29     |
| 26.01 | Arabia Saudita | -        | Argentina      | 31-30     |
| 26.01 | Rusia          | -        | Francia        | 15-31     |

- (¹) – Todos en Madeira.

### Grupo D
| Equipo    | J | G | E | P | G+  | G-  | DG  | PTS |
| --------- | - | - | - | - | --- | --- | --- | --- |
| Suecia    | 5 | 4 | 0 | 1 | 147 | 129 | +18 | 8   |
| Dinamarca | 5 | 4 | 0 | 1 | 146 | 125 | +21 | 8   |
| Eslovenia | 5 | 3 | 0 | 2 | 144 | 137 | +7  | 6   |
| Egipto    | 5 | 2 | 1 | 2 | 132 | 139 | -7  | 4   |
| Argelia   | 5 | 0 | 2 | 3 | 119 | 136 | -17 | 2   |
| Brasil    | 5 | 0 | 1 | 4 | 118 | 140 | -22 | 1   |

- Resultados

| Fecha | Partido¹  | Partido¹ | Partido¹  | Resultado |
| ----- | --------- | -------- | --------- | --------- |
| 20.01 | Argelia   | -        | Brasil    | 22-22     |
| 20.01 | Suecia    | -        | Egipto    | 29-23     |
| 20.01 | Dinamarca | -        | Eslovenia | 33-24     |
| 21.01 | Egipto    | -        | Argelia   | 25-25     |
| 21.01 | Eslovenia | -        | Suecia    | 29-25     |
| 21.01 | Brasil    | -        | Dinamarca | 24-28     |
| 23.01 | Eslovenia | -        | Egipto    | 26-27     |
| 23.01 | Suecia    | -        | Brasil    | 29-21     |
| 23.01 | Dinamarca | -        | Argelia   | 22-19     |
| 25.01 | Argelia   | -        | Suecia    | 28-32     |
| 25.01 | Brasil    | -        | Eslovenia | 27-30     |
| 25.01 | Dinamarca | -        | Egipto    | 35-26     |
| 26.01 | Dinamarca | -        | Suecia    | 28-32     |
| 26.01 | Brasil    | -        | Egipto    | 24-31     |
| 26.01 | Argelia   | -        | Eslovenia | 25-35     |

- (¹) – Todos en São João da Madeira.

## Segunda fase
Se clasificaron los cuatro mejores de cada grupo, el primero y tercero del grupo A se enfrentaron con el segundo y el cuarto del grupo B y viceversa; lo mismo sucede con los grupos C y D. Se formaron así cuatro nuevos grupos de cuatro equipos cada uno. Se mantuvo el resultado del partido disputado por los dos equipos que ya se habían enfretado en la primera fase y que coincidieron en esta.

### Grupo I
| Equipo   | J | G | E | P | G+  | G-  | DG  | PTS |
| -------- | - | - | - | - | --- | --- | --- | --- |
| España   | 3 | 3 | 0 | 0 | 106 | 71  | +35 | 6   |
| Islandia | 3 | 2 | 0 | 1 | 106 | 83  | +23 | 4   |
| Polonia  | 3 | 1 | 0 | 2 | 89  | 93  | -4  | 2   |
| Catar    | 3 | 0 | 0 | 3 | 63  | 117 | -54 | 0   |

- Resultados

| Fecha | Partido¹ | Partido¹ | Partido¹ | Resultado |
| ----- | -------- | -------- | -------- | --------- |
| 29.01 | Islandia | -        | Polonia  | 33-29     |
| 29.01 | España   | -        | Catar    | 40-15     |
| 30.01 | Polonia  | -        | Catar    | 35-26     |
| 30.01 | España   | -        | Islandia | 32-31     |

- (¹) – Todos en Caminha.

### Grupo II
| Equipo     | J | G | E | P | G+ | G- | DG  | PTS |
| ---------- | - | - | - | - | -- | -- | --- | --- |
| Alemania   | 3 | 2 | 1 | 0 | 98 | 81 | +17 | 5   |
| Yugoslavia | 3 | 2 | 1 | 0 | 89 | 86 | +3  | 5   |
| Portugal   | 3 | 1 | 0 | 2 | 84 | 93 | -9  | 2   |
| Túnez      | 3 | 0 | 0 | 3 | 74 | 85 | -11 | 0   |

- Resultados

| Fecha | Partido¹   | Partido¹ | Partido¹   | Resultado |
| ----- | ---------- | -------- | ---------- | --------- |
| 29.01 | Alemania   | -        | Túnez      | 30-21     |
| 29.01 | Yugoslavia | -        | Portugal   | 30-28     |
| 30.01 | Alemania   | -        | Yugoslavia | 31-31     |
| 30.01 | Portugal   | -        | Túnez      | 27-26     |

- (¹) – Todos en Póvoa de Varzim.

### Grupo III
| Equipo    | J | G | E | P | G+ | G- | DG  | PTS |
| --------- | - | - | - | - | -- | -- | --- | --- |
| Croacia   | 3 | 3 | 0 | 0 | 90 | 76 | +14 | 6   |
| Rusia     | 3 | 2 | 0 | 1 | 90 | 78 | +12 | 4   |
| Dinamarca | 3 | 1 | 0 | 2 | 90 | 94 | -4  | 2   |
| Egipto    | 3 | 0 | 0 | 3 | 71 | 93 | -22 | 0   |

- Resultados

| Fecha | Partido¹  | Partido¹ | Partido¹  | Resultado |
| ----- | --------- | -------- | --------- | --------- |
| 29.01 | Croacia   | -        | Egipto    | 29-23     |
| 29.01 | Dinamarca | -        | Rusia     | 28-35     |
| 30.01 | Rusia     | -        | Egipto    | 29-22     |
| 30.01 | Croacia   | -        | Dinamarca | 33-27     |

- (¹) – Todos en Rio Maior.

### Grupo IV
| Equipo    | J | G | E | P | G+ | G- | DG  | PTS |
| --------- | - | - | - | - | -- | -- | --- | --- |
| Francia   | 3 | 3 | 0 | 0 | 90 | 70 | +20 | 6   |
| Hungría   | 3 | 1 | 0 | 2 | 84 | 87 | -3  | 2   |
| Eslovenia | 3 | 1 | 0 | 2 | 76 | 84 | -8  | 2   |
| Suecia    | 3 | 1 | 0 | 2 | 82 | 91 | -9  | 2   |

- Resultados

| Fecha | Partido¹  | Partido¹ | Partido¹  | Resultado |
| ----- | --------- | -------- | --------- | --------- |
| 29.01 | Suecia    | -        | Hungría   | 33-32     |
| 29.01 | Francia   | -        | Eslovenia | 31-22     |
| 30.01 | Suecia    | -        | Francia   | 24-30     |
| 30.01 | Eslovenia | -        | Hungría   | 25-28     |

- (¹) – Todos en Espinho.

## Fase final

### Partidos de clasificación
5.º a 8.º lugar
| Fecha | Partido¹   | Partido¹ | Partido¹ | Resultado |
| ----- | ---------- | -------- | -------- | --------- |
| 01.02 | Yugoslavia | -        | Hungría  | 33-34     |
| 01.02 | Rusia      | -        | Islandia | 30-27     |

- (¹) – En Lisboa.

Séptimo lugar
| Fecha | Partido¹ | Partido¹ | Partido¹   | Resultado |
| ----- | -------- | -------- | ---------- | --------- |
| 02.02 | Islandia | -        | Yugoslavia | 32-27     |

- (¹) – En Lisboa.

Quinto lugar
| Fecha | Partido¹ | Partido¹ | Partido¹ | Resultado |
| ----- | -------- | -------- | -------- | --------- |
| 02.02 | Rusia    | -        | Hungría  | 30-25     |

- (¹) – En Lisboa.

### Semifinales
| Fecha | Partido¹ | Partido¹ | Partido¹ | Resultado |
| ----- | -------- | -------- | -------- | --------- |
| 01.02 | Alemania | -        | Francia  | 23-22     |
| 01.02 | España   | -        | Croacia  | 37-39     |

- (¹) – En Lisboa.

### Tercer lugar
| Fecha | Partido¹ | Partido¹ | Partido¹ | Resultado |
| ----- | -------- | -------- | -------- | --------- |
| 02.02 | España   | -        | Francia  | 22-27     |

- (¹) – En Lisboa.

### Final
| Fecha | Partido¹ | Partido¹ | Partido¹ | Resultado |
| ----- | -------- | -------- | -------- | --------- |
| 02.02 | Croacia  | -        | Alemania | 34-31     |

- (¹) – En Lisboa.

## Medallero
| Croacia | Alemania | Francia |
| Ivano Balić Davor Dominiković Mirza Džomba Slavko Goluža Božidar Jović Nikša Kaleb Mario Kelentrić Blaženko Lacković Valter Matošević Petar Metličić Vlado Šola Denis Špoljarić Renato Sulić Tonči Valčić Igor Vori Vedran Zrnić | Markus Baur Mark Dragunski Henning Fritz Heiko Grimm Pascal Hens Jan-Olaf Immel Florian Kehrmann Stefan Kretzschmar Carsten Lichtlein Klaus-Dieter Petersen Christian Ramota Christian Rose Christian Schwarzer Steffen Weber Christian Zeitz Volker Zerbe | Joël Abati Grégory Anquetil Cédric Burdet Patrick Cazal Didier Dinart Jérôme Fernandez Bertrand Gille Olivier Girault Andrej Golić François-Xavier Houlet Christophe Kempé Bruno Martini Daniel Narcisse Thierry Omeyer Jackson Richardson |
| Lino Červar (seleccionador) | Heiner Brand (seleccionador) | Claude Onesta (seleccionador) |

## Estadísticas

### Clasificación general
| 1. Croacia         |
| 2. Alemania        |
| 3. Francia         |
| 4. España          |
| 5. Rusia           |
| 6. Hungría         |
| 7. Islandia        |
| 8. Yugoslavia      |
| 9. Dinamarca       |
| 10. Polonia        |
| 11. Eslovenia      |
| 12. Portugal       |
| 13. Suecia         |
| 14. Túnez          |
| 15. Egipto         |
| 16. Catar          |
| 17. Argentina      |
| 18. Argelia        |
| 19. Arabia Saudita |
| 20. Kuwait         |
| 21. Australia      |
| 22. Brasil         |
| 23. Marruecos      |
| 24. Groenlandia    |

### Máximos goleadores
| N.º | Nombre               | País      | Goles |
| --- | -------------------- | --------- | ----- |
| 1   | Carlos Pérez Enrique | Hungría   | 64    |
| 2   | Hussein Zaky         | Egipto    | 61    |
| 3   | Ólafur Stefánsson    | Islandia  | 58    |
| 4   | László Nagy          | Hungría   | 51    |
| 4   | Alexei Rastvortsev   | Rusia     | 51    |
| 6   | Markus Baur          | Alemania  | 50    |
| 6   | Ivan Simonovič       | Eslovenia | 50    |
| 8   | Stefan Kretzschmar   | Alemania  | 48    |
| 8   | Florian Kehrmann     | Alemania  | 48    |
| 10  | Petar Metličić       | Croacia   | 46    |

### Mejores porteros
| N.º | Nombre                | País       | Paradas |
| --- | --------------------- | ---------- | ------- |
| 1   | Andrei Lavrov         | Rusia      | 109     |
| 2   | Henning Fritz         | Alemania   | 99      |
| 3   | Arpad Šterbik         | Yugoslavia | 97      |
| 4   | José Javier Hombrados | España     | 94      |
| 5   | Nándor Fazekas        | Hungría    | 88      |
| 6   | Vlado Šola            | Croacia    | 78      |
| 7   | Dejan Perić           | Serbia     | 71      |
| 8   | Sławomir Szmal        | Polonia    | 69      |
| 9   | Beno Lapajne          | Eslovenia  | 68      |
| 9   | Kasper Hvidt          | Dinamarca  | 68      |

### Equipo ideal
- Mejor jugador del campeonato —MVP—: Christian Schwarzer ( Alemania).

| Posición          | Nombre               | País     |
| ----------------- | -------------------- | -------- |
| Portero           | Henning Fritz        | Alemania |
| Extremo izquierdo | Eduard Koksharov     | Rusia    |
| Lateral izquierdo | Carlos Pérez Enrique | Hungría  |
| Central           | Enric Masip          | España   |
| Lateral derecho   | Patrick Cazal        | Francia  |
| Extremo derecho   | Mirza Džomba         | Croacia  |
| Pivote            | Christian Schwarzer  | Alemania |